# Spilopteron luculentum
Spilopteron luculentum là một loài tò vò trong họ Ichneumonidae.